# Jabłonowka (Czuwaszja)
Jabłonowka (ros. Яблоновка) – wieś (dieriewnia) w Rosji, w Czuwaszji, w rejonie szemurszyńskim. W 2010 liczyła 107 mieszkańców.